# Filippo Argenti
Filippo Argenti, també conegut com a Filippo Argente, era un ciutadà noble i reconegut polític güelf florentí del segle xiii que pertanyia a la branca Cavicciuoli de la família aristocràtica d'Adimari. Els Adimari eren membres de la facció política dels güelfs. Es diu que Filippo es guanyà el sobrenom d'"Argenti" perquè el seu cavall duia ferradures d'argent i també pels rissos dels seus cabells, que eren argentats. Tenia una constitució corpulenta, una gran intel·ligència i era conegut pels seus punys de ferro.
Tingué dos fills: Giovanni Argente i Salvatore Argente, rics mercaders i banquers. Salvatore marxà de Florència i es traslladà a Barcelona, i posteriorment, els seus descendents s'establiren a la localitat valenciana de Navarrés.
Filippo és conegut principalment per la aparèixer a la Divina Comèdia de Dant. L'autor, contemporani i enemic seu, el fa aparèixer al cinquè cercle de l'infern, on paguen les seves culpes els iracunds. Alguns comentaristes expliquen l'origen de l'enemistat de Dant envers l'Argenti perquè Filippo s'havia apropiat de les possessions de Dant quan el van exiliar de Florència, perquè la seva família es va oposar que se li permetés tornar a la ciutat, i perquè en una ocasió Filippo va bufetejar Dant.